# Kisléta
Kisléta är en ort i Ungern.   Den ligger i provinsen Szabolcs-Szatmár-Bereg, i den nordöstra delen av landet, 220 km öster om huvudstaden Budapest. Kisléta ligger 142 meter över havet och antalet invånare är 1 944.
Terrängen runt Kisléta är mycket platt. Runt Kisléta är det ganska tätbefolkat, med 60 invånare per kvadratkilometer. Närmaste större samhälle är Nyírbátor, 9,7 km öster om Kisléta. Omgivningarna runt Kisléta är en mosaik av jordbruksmark och naturlig växtlighet.